# Марк Ацилий Александр
Марк Ацилий Александр (лат. Marcus Acilius Alexander) — римский военачальник II века.
Выходец из всаднического сословия, Александр происходил из Пальмиры. Согласно сведениям, содержащимся в военном дипломе от 2 апреля 134 года, он занимал должность префекта I Клавдиевой когорты сугамбров, которая дислоцировалась в то время в провинции Нижняя Мезия. Больше о нем ничего неизвестно.